# William Barbey-Boissier
William Barbey (14 de julio de 1842 - 18 de noviembre de 1914) (adoptó el apellido Boissier de su esposa Caroline Boissier, (1847-1918), hija del botánico Pierre Edmond Boissier), fue un ingeniero ferroviario, botánico, pteridólogo, y filántropo suizo, registrado en el IPNI como descubridor de nuevas especies para la ciencia.

## Semblanza
William Barbey nació en 1842 en Genthod, en el cantón de Ginebra. Estudió ciencias en la Academia de Ginebra y luego ingeniería en la Escuela Central de París. De 1862 a 1869 trabajó en Nueva York. Se casó con Caroline, la hija del destacado botánico Edmond Boissier. Después de su matrimonio, estudió botánica, disciplina en la que realizó trabajos de campo en España, Palestina, Grecia y Anatolia. En 1885, fundó la publicación "Boletín de l'Herbier Boissier", que en 1910 se convirtió en el "Boletín de la Sociedad Botánica de Ginebra".
 
Construyó, en gran parte por su propia cuenta, el Ferrocarril de Yverdon–Saint-Croix. Sin embargo, como partidario de la observancia del domingo, insistió en que los trenes no funcionaron ese día. Vivió y fue ciudadano honorario de Valeyres-sous-Rances en el cantón de Vaud. De 1885 a 1909, fue miembro del Partido Liberal del  Gran Consejo de Vaud. Murió en 1914 en Pregny-Chambésy.

## Algunas publicaciones
- johann Müller, william Barbey. 1884. Lichenes Palaestinenses: s. enumeratio lichenum a cl. et amic. W. Barbey-Boissier anno 1880 in Palaestina lectorum. 9 pp.
- 1890. Cousinia layardi Ball et Barbey. Ed. Impr. G. Bridel. 3 pp.
- 1891. Cypripedium Calceolus × Macranthos. Ed. G. Bridel. 7 pp.
- 1897. Bryum Haistii Schimper

### Libros
- carlo De Stefani, c.j. Forsyth, william Barbey. 1894. Karpatho: etude geologique, paleontologique et botanique. 180 pp.
- william Barbey, edmond Boissier, charles immanuel Forsyth Major, thomas Pichler. 1890. Lydie, Lycie, Carie, 1842, 1883, 1889: Études botaniques. 82 pp.
- 1885. Epilobium genus a cl. Ch. Cuisin illustratum. Ed. G. Bridel. 59 pp.
- émile Burnat, william Barbey. 1882. Notes sur un voyage botanique: dans les iles Baléares et dans la province de Valence (Espagne) mai-juin 1881. Ed. H. Georg. 62 pp.
- caroline Barbey-Boissier, william Barbey. 1882. Herborisations au Levant : Ègypte, Syrie et Méditerranée. 183 pp.

## Honores
- Miembro de la Sociedad vaudoisa de Ciencias naturales[3]

### Epónimos

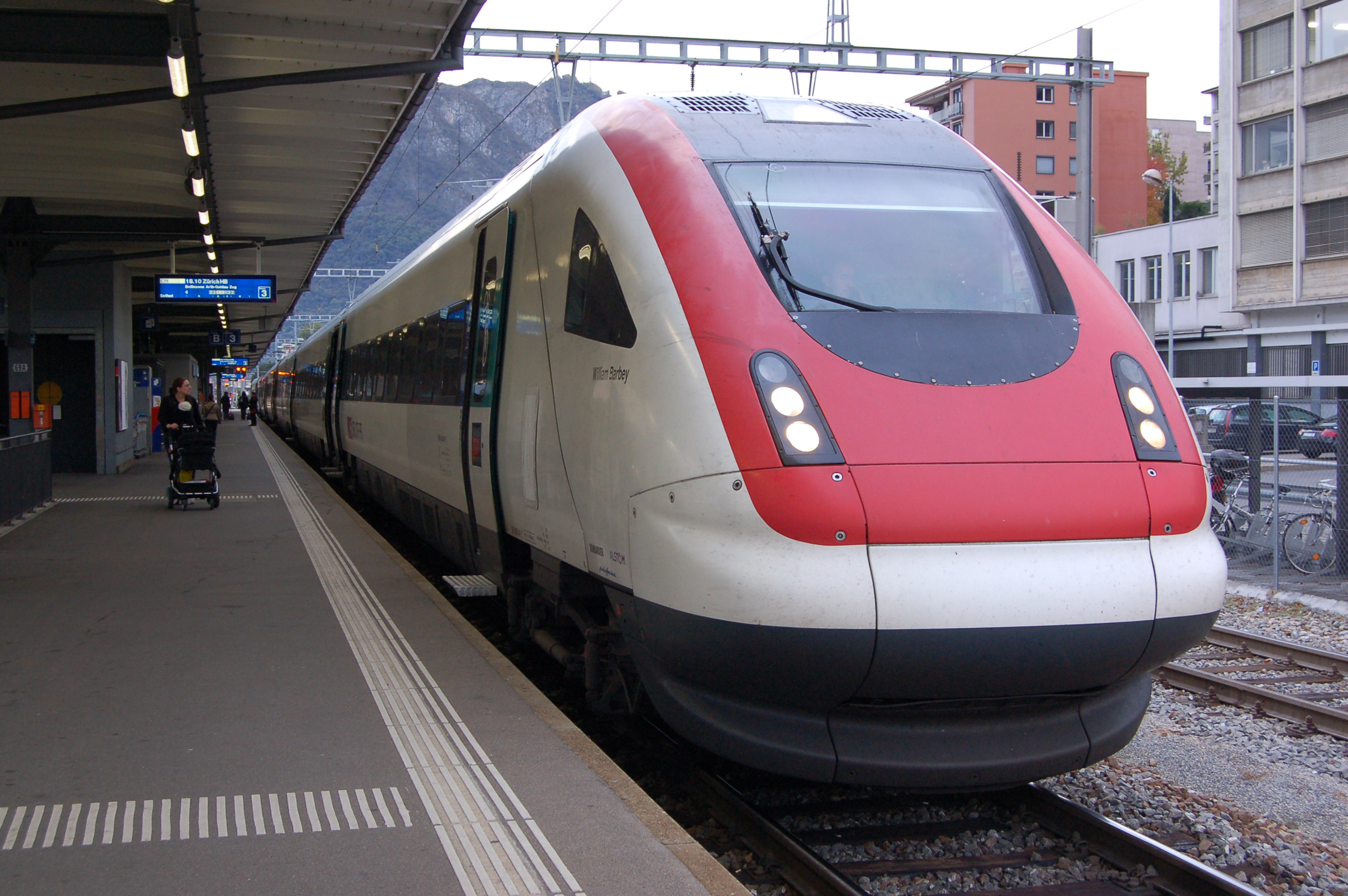
Formación Electrotren FFS RABDe 500 041-9 que honra a William Barbey, del FFS

#### Zoología
- Delphynium barbeyi Hunth) Hunth[4]

#### Botánica
Géneros
- (Barbeyaceae) Barbeya Schweinf. ex Penz.[5]

- (Asteraceae) Barbeya Albov[6]

Especies
- (Apiaceae) Freyera barbeyi (Freyn) Rech.f.[7]
- (Asteraceae) Centaurea barbeyi (Albov) Sosn.[8]
- (Campanulaceae) Campanula barbeyi Peer[9]
- (Crassulaceae) Cotyledon barbeyi Schweinf. ex Penz.[10]
- (Leguminosae) Trifolium barbeyi Gibelli & Belli[11]
- (Malpighiaceae) Gaudichaudia barbeyi Chodat[12]
- (Orchidaceae) Cypripedium barbeyi E.G.Camus, Bergon & A.Camus[13]
- (Poaceae) Eragrostis barbeyi Post[14]
- (Ranunculaceae) Delphinium barbeyi Huth[15]
- (Rosaceae) Rubus barbeyi Favrat & Gremli[16]
- (Saxifragaceae) Chrysosplenium barbeyi N.Terracc.[17]
- (Scrophulariaceae) Verbascum barbeyi Post[18]

- La abreviatura «Barbey» se emplea para indicar a William Barbey-Boissier como autoridad en la descripción y clasificación científica de los vegetales.[19]